# U-1210
Unterseeboot 1210 foi um submarino alemão do Tipo VIIC, pertencente a Kriegsmarine que atuou durante a Segunda Guerra Mundial.

## Comandantes
| Comandante         | Data                                    |
| ------------------ | --------------------------------------- |
| Kptlt. Paul Gabert | 22 de abril de 1944 - 3 de maio de 1945 |

## Subordinação
Durante o seu tempo de serviço, esteve subordinado às seguintes flotilhas:
| Período                                       | Flotilha                                |
| --------------------------------------------- | --------------------------------------- |
| 22 de abril de 1944 - 15 de fevereiro de 1945 | 8. Unterseebootsflottille (treinamento) |
| 16 de fevereiro de 1945 - 3 de maio de 1945   | 5. Unterseebootsflottille (treinamento) |